# Ligue 1 (Repubblica del Congo)
La Ligue 1, nota per ragioni di sponsorizzazione come MTN Ligue 1 (dal nome del Gruppo MTN), è la massima competizione calcistica del Congo, istituita nel 1961.

## Albo d'oro
- 1961:  Diables Noirs

non disputato dal 1962 al 1965
- 1966:  Diables Noirs
- 1967:  Abeilles
- 1968:  Étoile du Congo
- 1969:  Patronage Sainte Anne
- 1970:  CARA Brazzaville
- 1971:  Vita Club Mokanda
- 1972:  CARA Brazzaville
- 1973:  CARA Brazzaville
- 1974:  CARA Brazzaville
- 1975:  CARA Brazzaville
- 1976:  CARA Brazzaville
- 1977:  Diables Noirs
- 1978:  Étoile du Congo
- 1979:  Étoile du Congo
- 1980:  Étoile du Congo
- 1981:  CARA Brazzaville
- 1983:  Kotoko MFOA
- 1983:  Étoile du Congo
- 1984:  CARA Brazzaville
- 1985:  Étoile du Congo
- 1986:  Patronage Sainte Anne
- 1987:  Étoile du Congo
- 1988:  Inter Brazzaville
- 1989:  Étoile du Congo
- 1990:  Inter Brazzaville
- 1991: non disputato
- 1992:  Diables Noirs
- 1993:  Étoile du Congo
- 1994:  Étoile du Congo
- 1995:  Cheminots
- 1996:  Munisport
- 1997:  Munisport
- 1998:  Vita Club Mokanda
- 1999:  Vita Club Mokanda
- 2000:  Étoile du Congo
- 2001:  Étoile du Congo
- 2002:  Police
- 2003:  Saint Michel d'Ouenzé
- 2004:  Diables Noirs
- 2005:  Police
- 2006:  Étoile du Congo
- 2007:  Diables Noirs
- 2008:  CARA Brazzaville
- 2009:  Diables Noirs
- 2010:  Saint Michel d'Ouenzé
- 2011:  Diables Noirs
- 2012:  Léopards
- 2013:  Léopards
- 2014 : abbandonato per ragioni finanziarie
- 2015 : abbandonato per boicottaggio dei club
- 2016:  Léopards
- 2017:  Léopards
- 2018:  Otohô
- 2018-2019:  Otohô
- 2019-2020:  Otohô
- 2021:  Otohô
- 2021-2022:  Otohô
- 2022-2023:  Otohô
- 2023-2024:  Léopards
- 2025: annullato

## Vittorie per squadra
| Squadra               | Città        | Vittorie | Anni                                                                         |
| --------------------- | ------------ | -------- | ---------------------------------------------------------------------------- |
| Étoile du Congo       | Brazzaville  | 13       | 1968, 1978, 1979, 1980, 1983, 1985, 1987, 1989, 1993, 1994, 2000, 2001, 2006 |
| CARA Brazzaville      | Brazzaville  | 9        | 1972, 1973, 1974, 1975, 1976, 1979, 1981, 1984, 2008                         |
| Diables Noirs         | Brazzaville  | 8        | 1961, 1966, 1977, 1992, 2004, 2007, 2009, 2011                               |
| Otohô                 | Pointe-Noire | 6        | 2018, 2018-2019, 2019-2020, 2021, 2021-2022, 2022-2023                       |
| Léopards              | Dolisie      | 5        | 2012, 2013, 2016, 2017, 2024                                                 |
| Vita Club Mokanda     | Pointe-Noire | 3        | 1971, 1998, 1999                                                             |
| Inter Brazzaville     | Brazzaville  | 2        | 1988, 1990                                                                   |
| Munisport             | Pointe-Noire | 2        | 1996, 1997                                                                   |
| Patronage Sainte Anne | Brazzaville  | 2        | 1969, 1986                                                                   |
| Police                | Brazzaville  | 2        | 2002, 2005                                                                   |
| Saint Michel d'Ouenzé | Brazzaville  | 2        | 2003, 2010                                                                   |
| Abeilles              | Pointe-Noire | 1        | 1967                                                                         |
| Cheminots             | Pointe-Noire | 1        | 1995                                                                         |
| Kotoko MFOA           | Brazzaville  | 1        | 1982                                                                         |